# Kristian Blak
Kristian Blak (født 31. marts 1947 i Fredericia) er en pianist og komponist af klassisk musik, jazz og rock. Hans musik er inspireret af naturen på Færøerne, Grønland, Island og de andre nordiske lande.
Efter en klassisk musikuddannelse i Danmark flyttede han til Færøerne i 1974, hvor den overvejende del af hans værker er komponeret.
Han startede i 1977 pladeselskabet Tutl i Tórshavn, som har en vigtig rolle i udviklingen af færøsk musik. 
Ud af hans mange kompositioner bør suiten Ravnating nævnes. 
Blak optræder både alene med klaver og med store og små grupper i Nordeuropa. Siden 1981 har været med i gruppen Yggdrasil.
I 2011 fik han tildelt en af det færøske landsstyres kulturpriser, som kaldes Heiðursgáva Landsins, det er en af priserne som uddeles engang om året af Færøernes kulturminister. Hovedprisen kaldes Mentanarvirðisløn Landsins.
Han nævnes ofte som Færøernes musikalske ambassadør.[kilde mangler]

## Musikalske værker
- 1979 Snjóuglan
- 1983 Sjómansrímur
- 1984 Kingoløg
- 1987 Fjand med Svend Bjerg
- 1988 Antifonale
- 1989 Addeq
- 1990 Firra
- 1991 Ravnating
- 1997 Shalder Geo
- 1998 Klæmint
- 1999 24 Préludes
- 2001 Piniartut med Tellu Virkkala, Rasmus Lyberth og Ville Kangas

## Hæder
- 2020 - Særlig hæderspris ved Faroese Music Awards